# Незламне (село)
Незламне (колишня німецька колонія нім. Landau) — село в Україні, у Високопільській селищній громаді Бериславського району Херсонської області. Населення становить 492 особи.

## Історія
7 (20) листопада 1917 року, відповідно до Третього Універсалу Української Центральної Ради, увійшло до складу Української Народної Республіки.
12 червня 2020 року, відповідно до Розпорядження Кабінету Міністрів України від № 726-р «Про визначення адміністративних центрів та затвердження територій територіальних громад Херсонської області», увійшло до складу Високопільської селищної громади.
19 липня 2020 року, в результаті адміністративно-територіальної реформи та ліквідації  Високопільського району, увійшло до складу Бериславського району.

### Російсько-українська війна
Село було тимчасово окуповане російськими військами у березні 2022 року.
26 червня 2022 року у вечірньому зведенні Генеральний Штаб повідомив, що село було звільнено від російських окупантів.
19 вересня 2024 року Верховна Рада підтримала перейменування села Потьомкине на Незламне. 26 вересня 2024 року перейменування набуло чинності.

## Населення
Згідно з переписом УРСР 1989 року чисельність наявного населення села становила 429 осіб, з яких 215 чоловіків та 214 жінок.
За даними перепису населення 2001 року у селі проживали 492 особи.
Рідною мовою назвали:
| Мова       | Кількість осіб | Відсоток |
| ---------- | -------------- | -------- |
| українська | 449            | 91,26 %  |
| російська  | 38             | 7,72 %   |
| молдовська | 3              | 0,61 %   |
| білоруська | 2              | 0,41 %   |

## Пам'ятки
- 3 Кургани (III тис. до н. е. — ІІ тис. н. е.);
- Братська могила[d] воїнів Червоної Армії;